# Vetronite
La Vetronite (o vetro epossidico o Fiberglass) è un materiale composito a base di fibre di vetro disposte ortogonalmente fra due strati in una matrice di resina epossidica, largamente utilizzato come isolante, presente in molte apparecchiature elettroniche, compresi gli elettrodomestici e gli elettroutensili.

## Vetronite a fibre ortogonali
Materiale molto resistente e, soprattutto, molto isolante, è usato per creare i circuiti stampati sui quali verranno montati i componenti elettronici per realizzare i circuiti. Altri materiali molto usati in questo campo per le loro proprietà isolanti, sono la bachelite, un suo derivato (la tela bachelizzata) e il teflon, quest'ultimo è impiegato dove sia necessario elevato isolamento unito a stabilità meccanica nel tempo anche in condizioni termiche gravose.
La vetronite utilizzata per creare i circuiti stampati viene realizzata in forti volumi in appositi stabilimenti chimici a partire da vari strati di tessuto in fibra di vetro, che vengono sovrapposti, impregnati con una apposita resina ad alte temperature, e laminati nella forma finale. Le proprietà fisiche finali della vetronite sono determinate da quelle della resina. Fondamentalmente le caratteristiche più importanti sono l'alta resistenza alle sollecitazioni meccaniche e stabilità dimensionale nel tempo, presenta una buona resistenza agli shock termici di breve durata ma non nel lungo periodo, le resine contenute tendono a carbonizzare; in altre parole, la temperatura massima di lavoro, è inferiore a quella di molti componenti elettronici.
Questi circuiti stampati sono anche chiamati "schede ramate" poiché ricoperte da un lato (nel caso di circuiti a singola faccia) da uno strato uniforme di pochi micron di rame (di solito 35 micron e 1,6 mm di materiale isolante).
La produzione di circuiti stampati, sopra i quali poi saranno montati i componenti discreti del circuito, consiste proprio nell'asportare questa ricopertura solo là dove non è previsto il passaggio di una traccia del circuito stampato. 
Vi sono varie tecniche impiegate per questo scopo, le tre principali sono:
- Trasferimento diretto attraverso sottrazione chimica del rame in eccesso
- Fotoincisione attraverso vernice fotosensibile
- estrusione tramite plotter a controllo numerico (CNC)

La prima è usata soprattutto in ambito amatoriale, la seconda in quello industriale mentre l'ultima tecnica è utilizzata nell'ambito prototipazione.
A questo punto il circuito stampato è pronto per la foratura e la saldatura dei componenti del circuito.
La vetronite viene utilizzata anche in altri campi, impiegata nello stampaggio di materie plastiche come isolante tra stampo e piano pressa o come struttura portante negli archi sportivi economici. Un'ulteriore campo è quello dell'industria della pelletteria che utilizza la vetronite insieme ad uno strato di PVC espanso per creare le dime per le macchine da cucire automatiche prodotte dalla Juki.

## Fiberglass unidirezionale
Il fiberglass unidirezionale presenta una notevole resistenza meccanica nella direzione delle fibre di vetro (tutte parallele fra loro), mentre nelle due direzioni perpendicolari alla fibra di vetro ha una resistenza pressoché uguale a quella della resina epossidica. Con tecniche particolari è possibile ottenere un fiberglass unidirezionale con carico di rottura a temperatura ambiente superiore a 2000 MPa nella direzione delle fibre. Il fiberglass unidirezionale è stato prodotto ed è studiato per le realizzazione della struttura di serraggio dei magneti per il reattore ITER.